# One Man Show
One Man Show é um álbum ao vivo do cantor e compositor Lindsey Buckingham, conhecido como vocalista do Fleetwood Mac, lançado em novembro de 2012.
Com produção do próprio cantor, o projeto foi focado em performances voz e violão de sucessos de sua carreira solo e alguns hits do Fleetwood Mac. Foram inclusas desde canções mais antigas como "Never Going Back Again" até mais recentes, como "Come".

## Faixas
Todas as composições por Lindsey Buckingham, exceto "Shut Us Down", escrita por Buckingham e Cory Sipper.
1. "Cast Away Dreams"
2. "Bleed to Love Her"
3. "Not Too Late"
4. "Stephanie"
5. "Come"
6. "Shut Us Down"
7. "Go Insane"
8. "Never Going Back Again"
9. "Big Love"
10. "I'm So Afraid"
11. "Go Your Own Way"
12. "Trouble"
13. "Seeds We Sow"